# Beji (Bojongsari)
Beji is een bestuurslaag in het regentschap Purbalingga van de provincie Midden-Java, Indonesië. Beji telt 3267 inwoners (volkstelling 2010).